# Leopold Rosenmayr
Leopold Rosenmayr (* 3. Februar 1925 in Wien; † 18. März 2016) war ein österreichischer Familien-, Jugend- und Altersforscher, emeritierter ordentlicher Universitätsprofessor der Soziologie und Sozialphilosophie an der Universität Wien, Leiter das Ludwig-Boltzmann-Instituts für Sozialgerontologie und Lebenslaufforschung in Wien und seit 1990 wirkliches Mitglied der philosophisch-historischen Klasse der Österreichischen Akademie der Wissenschaften.

## Leben
Nach Kriegsteilnahme und Gefangenschaft studierte Rosenmayr Philosophie und promovierte 1949. Von 1949 bis 1953 unternahm er „Lehr- und Wanderjahre“ in Frankreich und den USA. Anschließend wandte er sich der Soziologie zu, um „Brücken zur Gesellschaft“ zu schlagen. 1954 gründete Rosenmayr eine „Sozialwissenschaftliche Forschungsstelle“ an der Universität Wien. Er trug zur Wiederbelebung der empirischen Sozialforschung in Österreich nach dem Zweiten Weltkrieg bei. Leopold Rosenmayr habilitierte sich 1955 und wurde 1961 Professor für Soziologie und Sozialphilosophie an der Universität Wien.
Rosenmayr war Vater von vier Kindern.

## Wirken
Seine empirischen Arbeiten zur Stadt-, Gemeinde-, Familien-, Jugend- und Alterssoziologie brachten Rosenmayr internationale Reputation. So untersuchte Rosenmayr den politischen Wertewandel in hoch entwickelten Gesellschaften, studierte Familienbeziehungen und Freizeitgewohnheiten jugendlicher Arbeiter und schrieb über die Kräfte des Alters.
Rosenmayr forschte jahrzehntelang in Afrika, vor allem im westafrikanischen Staat Mali. Er leitete öfter Forschungsprojekte in ländlichem und städtischem Umfeld. Im Mittelpunkt seiner Studien standen Konflikte zwischen den Altersgruppen sowie Barrieren und Chancen der Jugend im Entwicklungsprozess.

## Ehrungen und Auszeichnungen
Rosenmayr war Mitglied der österreichischen Statistischen Zentralkommission und Berater bzw. Autor für mehrere Regierungsberichte, etwa den Familienbericht 1969 oder den Frauenbericht 1975. Als Soziologe hat er an gesellschaftspolitischen Entscheidungen mitgewirkt. Für diesen Praxisbezug, der sein wissenschaftliches Werk durchzieht, wurde Rosenmayr 1994 von der Schader-Stiftung ausgezeichnet. Gewürdigt wurde er für seine über Jahrzehnte erfolgreiche Vermittlungsarbeit zwischen der Soziologie und der sozialen Praxis. 1998 erhielt Leopold Rosenmayr den Preis der Stadt Wien für Geisteswissenschaften, 2002 wurde er mit dem Kardinal-Innitzer-Preis für Soziologie ausgezeichnet.
2004 folgte das Große Silberne Ehrenzeichen für Verdienste um die Republik Österreich Bereits 1979 erhielt er das Österreichische Ehrenkreuz für Wissenschaft und Kunst I. Klasse und 1985 das Goldene Ehrenzeichen für Verdienste um das Land Wien.

## Schriften (Auswahl)
- Wohnen in Wien. 1956.
- Aufstand der Jugend. 1971.
- mit Klaus Allerbeck: Einführung in die Jugendsoziologie. Quelle & Meyer, Heidelberg 1976, ISBN 3-494-00806-X.
- Der alte Mensch in der Gesellschaft. 1978.
- Die späte Freiheit. 1983.
- Älterwerden als Erlebnis. 1988.
- Die Kräfte des Alters. 1990.
- Altern im Lebenslauf. 1996.
- Harter, unsicherer Anfang. In: Christian Fleck (Hrsg.): Wege zur Soziologie nach 1945: Autobiographische Notizen. Leske + Budrich Opladen 1996. ISBN 3-8100-1660-8, S. 99–140.
- Baobab. Geschichten aus Westafrika. 1997.
- Schöpferisch Altern. Eine Philosophie des Lebens. 2007.
- Überwältigung 1938. Frühes Erlebnis-späte Deutung. 2008.
- Im Krieg auf dem Balkan. Erinnerungen eines Soldaten an den Zweiten Weltkrieg. Wien 2012, ISBN 978-3-205-78851-5.
- Im Alter – noch einmal – leben. 2., korrigierte Auflage, LIT, Wien/Berlin/Münster 2013, ISBN 978-3-643-50237-7.